# Građanska dužnost
Građanska dužnost je znanstveno fantastična priča koju je napisala Lois McMaster Bujold.
Čini se da su osnovica za ovu priču romantične veze; kako za Milesa tako i za njegovog brata Marka. Ni ovdje ne nedostaje neočekivanih obrata, spletki i opasnih situacija, ali to je sve smješteno u na mnogo suptilniju razinu i autorica vješto prikazuje međuljudske odnose.
Knjiga je objavljena 2000. godine.

## Radnja priče
Pozadina ove priče je Gregorovo predstojeće vjenčanje s komarrankom Laisom Toscane. Jaka i snalažljiva dama Alys Vorpatril zadužena je oko organiziranja tog značajnog događaja. Ona demonstrira moć veza između Vorskih dama u osiguravanju da baš ništa ne pokvariti nužne pripreme i samu svečanost.
Miles se na sebi svojstven način udvara Ekaterini – on joj zapravo ne otkriva svoje prave namjere. Boji se kako ju je njezino prijašnje iskustvo s napasnim Vorsoissonom uvjerilo da do kraja života izbjegava brak. Njegov brat Mark također ima probleme romantične prirode – zaljubio se u toplu i suosjećajnu Kareen Koudelku, ali njezini roditelji ne odobravaju njihovu vezu. Njoj ljubavna veza s Markom nije predstavljala problem dok su bili zajedno na udaljenoj kolniji Beta, ali stajalište o seksualnim vezama na Barrayaru mnogo je strože i ona želi tajiti njihovu vezu od svoje obitelji. Ipak Kareenini roditelji su saznali pravu prirodu njihovog međusobnog odnosa i zabranjuju joj da se viđa s Markom.
Važna pod-radnja uključuje Markov poduhvat potaknut brzim zgrtanjem novca. Iz laboratorija na Eskobaru ukrao je eksperimentalno stvorenog insekta, jednostavno nazvanog "maslo buba" sposobnog da pretvori bilo koju biološku tvar u zdravu, hranjivu i jestivu ... bljuvotinu. Sve odlazi po krivu kad Miles organizira večeru. Maslo bube su pobjegle i njihovo "maslo" doslovno ispada na sve strane. Simon Illyan u nezgodnom trenutku izbrblja kako se Miles udvara Ekaterini. U panici Miles je prosi, nakon čega ona glavom bez obzira bježi sa zabave.
Debakl ima dalekosežne posljedice. U Vijeću Grofova otvorena su dva nova mjesta, jedno zbog smrti njegovog dosadašnjeg nositelja, a drugo zato što se otkrilo da je trenutni mladi grof Vorbretten djelom cetagandanac, što se proteže od vremena cetagandanske okupacije. Za mjesto (kao i grofovsku titulu) pokojnog Pierra Vorrutyera natječu se njegov daljnji rođak Richars i prijašnja grofova sestra Donna. Prema barrayarskim propisima samo muškarci mogu sjediti u Vijeću Grofova, tako da se ona podvrgnula ekstenzivnoj operaciji promjene spola na koloniji Beta. Postala je muškarac kako po fizičkim sposobnostima tako u potpunom funkcionalnom smislu (muški reprodukcijski organ je bio specijalno uzgojen iz njezinog DNK) i sada je preuzela ime grof Dono. Kao zamjenik svojeg oca Milesov glas se računa u Vijeću prilikom glasovanja. Richars se koristi s nedavnim događajima, kao i sumnjivim okolnostima oko smrti Ekaterininog muža u pokušaju da ucjeni Milesa da glasuje za njega. CarSig odbija mu dozvoli vlastitu obranu u slučaju Komarskog incidenta. Grof Dono, koji dok je još bio dama Donna, je podučio Ivana Vorpatrila "u svemu što on zna" i koristi Ivana da bi organizirao grofove koji su ga spremni poduprijeti. Dobio je i Milesov glas nakon Richarsova napada.
Kad Ekaterina saznaje za glasine, prisiljena je sukobiti se s Milesom. Miles se nudi preuzeti svu krivnju na sebe kako bi poštedio Ekaterinu i njezinog sina, ali ona ga u tome sprječava. Kao oblik primirja, dogovaraju se oko toga kako da riješe svoje probleme, pobjede neprijatelje i da utvrde svoje prave osjećaje.
Markovi i Kareenini problemi su riješeni nakon što Cordelia priča s Kareeninim roditeljima i ubjeđuje ih da je ta veza dobra za Kareen iako nije u skladu s tradicionalnim Barrayarskim pravilima. Cordelia je zaigrala prljavo, prisilila je Kareenine roditelje da za vrijeme tog razgovora sjednu na isti onaj trosjed na kojem su oni sami vodili ljubav prije nego što su još bili u braku.
Milesovi problemi dosižu svoj vrhunac na turbulentnoj sjednici Vijeća gdje podli trikovi, aluzije i bizarna izmjena komentara između Ekaterine, koja je sjedila u galeriji za vrijeme sjednice, i Richarsa Vorrutyera uzrokuje poraz neprijatelja i javno izrečenim zarukama između Milesa i Ekaterine.
Konačno, na prijemu za Carsko vjenčanje, Miles i Ekaterina susreću se s Cetagandanskom delegacijom, uključujući i ghem-generala Daga Benina. Benin ima poruku, cetagandanci izjavljuju sućut zbog smrti admirala Naismitha i iskreno se nadaju da će on ovaj put i ostati mrtav. Miles pročitavši pravu poruku između redaka odgovara kako se nada da se uskrsnuće navedenog admirala neće pokazati potrebnim.